# スパルタン (ブルーベリー)
スパルタン（Spartan）とは、ブルーベリーの品種の一つ。北部ハイブッシュ系に属する。開発コードはA-132、1956年に選抜され、1977年に発表された。

## 概要
本種はメリーランド州で発表された。メリーランド州から出された品種としては、スパルタンが最初である。ただし選抜はメリーランドではなくミシガン州のオッター湖（en:Otter lake）で行われた。
樹勢は強く果実は大粒性で、品質が非常に優秀なことで知られている。収穫後期でも品質が良い。果実は大粒だが、花冠は小さめである。北部ハイブッシュ系の多くは花冠と果実の大きさが比例しているが、スパルタンはその範疇外である。同様に果実は大粒だが花が小さい品種としてブルーヘブンやパトリオットがあるが、これらの品種は交配親の片方がローブッシュであり、その影響が現れていることが原因とされているが、スパルタンは遠い祖先にローブッシュが交配されており、ローブッシュの特徴が影響することは考え辛い。
大粒の品質優秀な果実を産出するスパルタンだが、一方で株の脆弱性が問題とされる。土壌を選び、更に他の品種よりも水はけを考慮しなければならない。対策としてラビッドアイ系などの強壮な品種との接ぎ木をすることもある。入念に栽培をしても、何本か枯死してしまうことがある。